# Natalie Glebova
Natalie Glebova, (sinh 11 tháng 11 năm 1981) là người Canada gốc Nga đã giữ danh hiệu Hoa hậu Hoàn vũ 2005.
Năm 2004, Glebova thử sức để chiến thắng cuộc thi Hoa hậu Hoàn vũ Canada, nơi cô xếp thứ 4. Cô đã thi lần nữa vào tháng 1 năm 2005, và đã chiến thắng danh hiệu.
Glebova đại diện Canada trong cuộc thi Hoa hậu Hoàn vũ 2005 được tổ chức tại Bangkok, Thái Lan vào cuối tháng 5 năm 2005, nơi cô chiến thắng danh hiệu Hoa hậu Hoàn vũ.
Năm 2022, Glebova chính thức trở thành giám khảo cho cuộc thi Miss Universe Việt Nam

## Tiểu sử
Glebova được sinh tại Tuapse, Nga. Cô cũng là một nghệ sĩ dương cầm và đã chiến thắng vài giải vô địch thể dục khác nhau của địa phương. "Tôi đã sống ở đó cùng ba mẹ thời thơ ấu (tôi là con một). Gia đình đã chuyển đến Toronto khi tôi 12 tuổi, và tôi đã yêu thành phố từ phút đầu tiên đặt chân đến!"
Công việc của Glebova là một người mẫu và cô đã nhận bằng Cử nhân Thương mại trong Điều hành và Marketing CNTT tại Đại học Ryerson. Cô cùng từng đã làm việc như một hoạt náo viên cho các học sinh trường trung học và trường phổ thông.
Trong những phát biểu của mình, Glebova cũng đã thừa nhận rằng cô từng bị trêu chọc bởi bạn cùng lớp khi ở trong trường, bởi giọng Nga của mình. Do đó, cô hi vọng rằng chính câu chuyện dân nhập cư của mình sẽ giúp đỡ những dân nhập cư khác hướng đến sự đồng hóa trên toàn thế giới.
Vào tháng 5 năm 2006 đã có loan báo rằng Glebova, cùng VĐV golf Vijay Singh và VĐV quần vợt chuyên nghiệp Paradorn Srichaphan (bị trêu là người cô đang hẹn hò), là đại sứ nhãn hiệu cho Tập đoàn bia Singha có trụ sở tại Thái Lan  Lưu trữ ngày 27 tháng 9 năm 2012 tại Wayback Machine.
Cô hiện trú ngụ tại Thái Lan.

## Hoa hậu Hoàn vũ
Là Hoa hậu Hoàn vũ, Glebova đã đại diện cho Tổ chức Hoa hậu Hoàn vũ.
Một phần trong năm làm Hoa hậu Hoàn vũ, cô trú ngụ tại căn hộ Tháp Trump, New York.
Trong thời gian này Glebova đã du hành đến châu Phi vào tháng 7 để tham dự chuyến kinh lý giáo dục về AIDS cùng Hội đồng Sức khỏe Thế giới; Malaysia vào cuối tháng̣7; quần đảo Bahamas và St. Martin. Vào cuối tháng 3 năm 2006, Natalie đã thăm Nga lần đầu tiên kể từ khi rời bỏ đất nước. Cô đã tham dự trong một chiến dịch chống HIV-AIDS ở Moskva và đã tham dự buổi trình diễn thời trang Nga như một khách mời đặc biệt. Cô cũng đã thực hiện nhiều chuyến đi đến Thái Lan, nơi cô đã tưởng niệm các nạn nhân sóng thần và Canada, nước nhà của cô.
Ngày 23 tháng 7 năm 2006, Natalie đã trao vương miện cho Zuleyka Rivera Mendoza của Puerto Rico.